# Times Square Tower
Der Times Square Tower, auch 7 Times Square, ist ein Wolkenkratzer in Manhattan in New York City. Er wurde im Jahr 2004 nach einer zweijährigen Bauphase fertiggestellt. Der Name des Gebäudes leitet sich von seinem Standort am Times Square ab.

## Beschreibung
Das 47 Stockwerke umfassende Gebäude liegt in Midtown Manhattan zwischen der 41st und 42nd Street sowie Broadway und Seventh Avenue am Südende des Times Square. Mit einer Höhe von 221,3 Metern (726 Fuß) gehört der Turm zu den höchsten Hochhäusern rund um den Times Square. Aufgrund der Nähe zum Times Square sind an der Fassade des Wolkenkratzers im Bereich der Basis große Werbetafeln angebracht. Genutzt wird der Times Square Tower überwiegend für Büros, die Etagen 3, 4, 48 und 49 stellen mechanisch genutzte Geschosse dar. Die ersten drei Etagen enthalten Einzelhandelsflächen und einen Zugang zur Station Times Square–42nd Street station der New York City Subway. Im Turm sind 27 Aufzüge untergebracht.
Die offizielle Hauptadresse lautet: 7 Times Square, New York, N. Y. 10036. Seiteneingänge existieren unter den Adressen 1457 Broadway sowie unter 157 West 41st Street.
Den Wolkenkratzer entwarf das bekannte Architekturbüro Skidmore, Owings and Merrill. Bauherr war die Immobilienfirma Boston Properties. Das Gelände ist Eigentum des New York City Department of Citywide Administrative Services, Boston Properties und Norges Bank haben das Gebäude jedoch langfristig gepachtet.

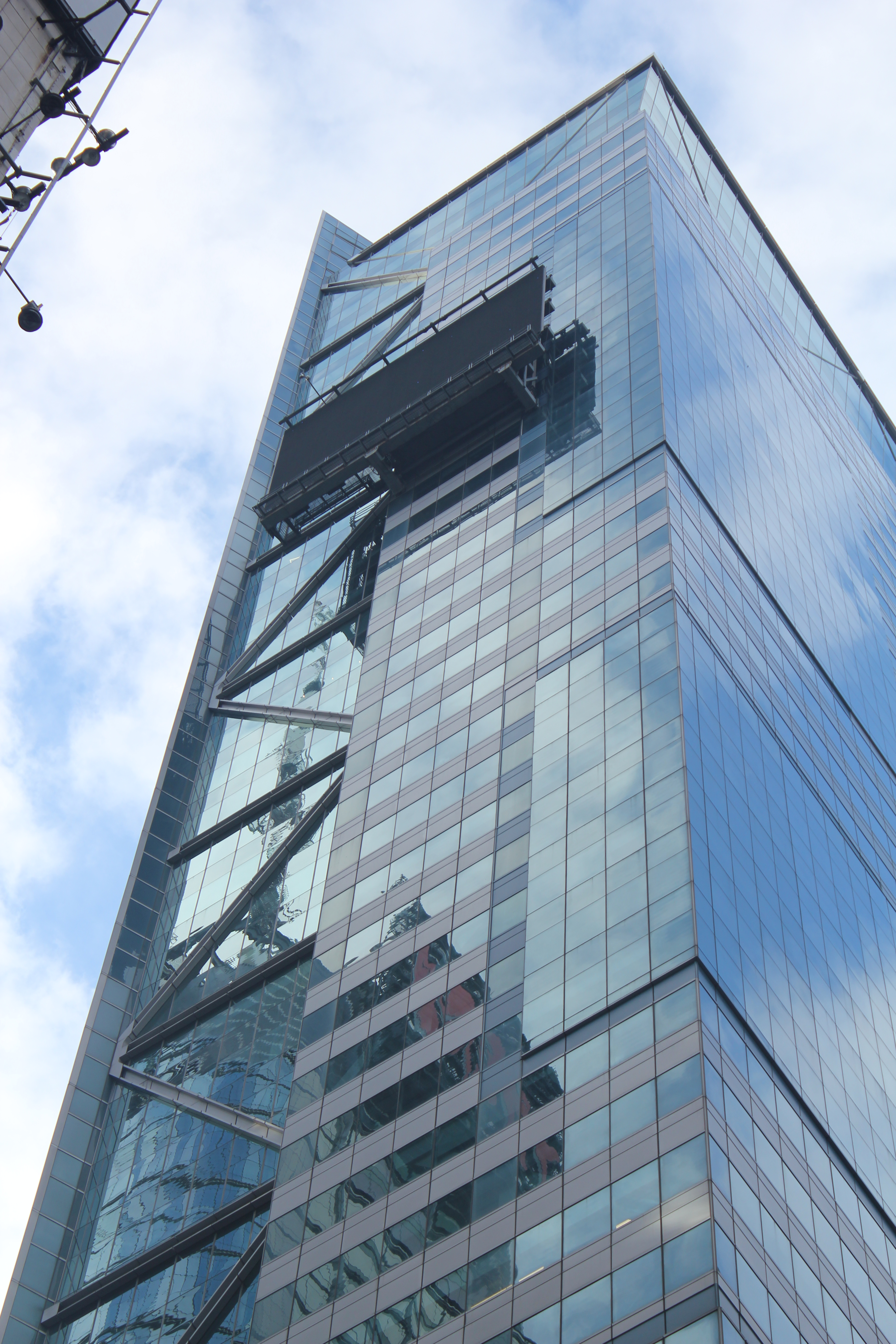
Blick auf die Fassade

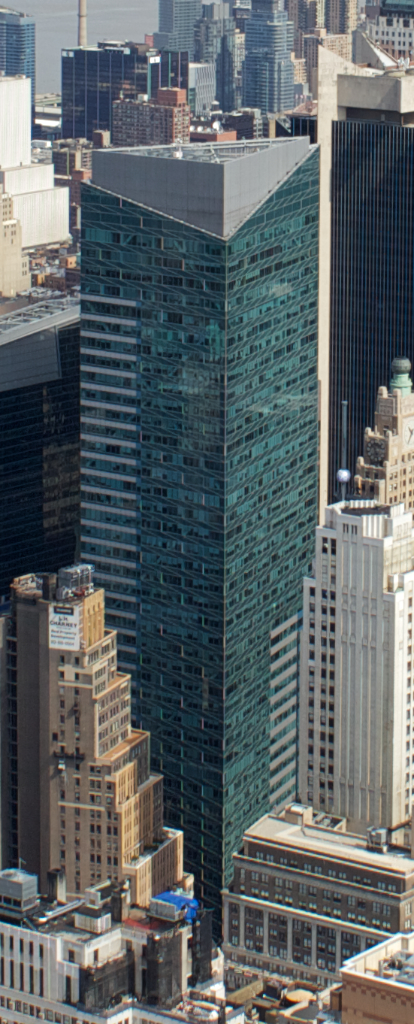
Times Square Tower 2011